# Tour du tambour de Xi'an
Pour les articles homonymes, voir tour du tambour.
La tour du tambour de Xi'an (en chinois : 西安鼓楼), située au cœur de Xi'an, dans la province chinoise du Shaanxi, à proximité de la tour de la cloche est un symbole de la ville. Érigée en 1380, au début de la dynastie Ming, elle est construite sur le lieu géographique du centre de la ville et offre un point de vue qui permet d'admirer celle-ci.
La tour tire son nom du grand tambour qui y est contenu. Elle contraste avec la tour de la cloche du fait que la cloche était autrefois frappée à l'aube alors que le tambour était battu au coucher du Soleil, indiquant la fin de la journée.
Au premier étage de la tour du tambour se situe une vaste pièce qui contient de nombreux tambours. Chacun est décoré de caractères chinois qui lui sont propres et symbolisent la chance. Mais il y a un tambour supplémentaire près de l'entrée où les visiteurs peuvent être photographiés en le battant, moyennant le paiement d'une petite somme.
Dans la tour se trouve également un musée du tambour qui en expose un grand nombre, dont certains datent de plusieurs milliers d'années. Un spectacle musical a aussi lieu chaque jour. L'accès au sommet de la tour permet d'admirer la ville de manière panoramique.